# Vytautas Astrauskas (Politiker, 1930)
Vytautas Astrauskas (* 30. September 1930 in Šiauliai; † 7. August 2017) war ein litauischer Politiker.

## Leben
Von 1952 bis 1953 arbeitete er bei Lietuvos komunistų partija in Šiauliai. 1960 absolvierte er die Parteihochschule Vilnius und 1974 das Studium an der Filiale Vilnius des Kooperationsinstituts Moskau.
Von 1960 bis 1966 arbeitete er in Šeduva (Rajongemeinde Radviliškis). Von 1987 bis 1990 war er Präsidiumsvorsitzende im Obersten Sowjet von Sowjetlitauen.

## Bibliografie
- Įrėminti laike: prisiminimai ir pamąstymai. – V.: Gairės, 2006. – 357 p.: iliustr. – ISBN 9986-625-78-5